# Ozodicera (Ozodicera) eurystyla
Ozodicera (Ozodicera) eurystyla is een tweevleugelige uit de familie langpootmuggen (Tipulidae). De soort komt voor in het Neotropisch gebied.